# Bryconamericus osgoodi
Bryconamericus osgoodi är en fiskart som beskrevs av Eigenmann och Allen 1942. Bryconamericus osgoodi ingår i släktet Bryconamericus och familjen Characidae. Inga underarter finns listade.